# Маныловский Погост
Маныловский Погост — деревня в Тотемском районе Вологодской области.
Входит в состав Толшменского сельского поселения, с точки зрения административно-территориального деления — в Маныловский сельсовет.
Расположена при впадении реки Маныловица в Толшму. Расстояние до районного центра Тотьмы по автодороге — 71 км, до центра муниципального образования села Никольское по прямой — 16 км. Ближайшие населённые пункты — Бор, Манылово, Соколово.
По переписи 2002 года население — 43 человека (22 мужчины, 21 женщина). Всё население — русские.